# Trachonurus sentipellis
Trachonurus sentipellis és una espècie de peix de la família dels macrúrids i de l'ordre dels gadiformes. Els adults poden assolir 31,1 cm de llargària total.
És un peix d'aigües profundes que viu entre 500-1470 m de fondària. Es troba a les Hawaii.